# Prince Albert National Park
 Prince Alberts National Park er en nationalpark i provinsen Saskatchewan i Canada, der ligger  200 kilometer nord for Saskatoon og cirka 50 kilometer nord for byen Prince Albert. Området blev udpeget som en nationalpark i 1927, men indviedes officielt i 1928 af statsminister William Lyon Mackenzie King. Det beskyttede område omfatter et areal af 3.874 kvadratkilometer.
I nationalparken findes over 200 forskellige arter af fugle og desuden den fleste af de store pattedyr som er typiske for Canadas nåleskove, som canadisk los , sortbjørn, ulv og elg. Der findes også en lille hjord bison i den sydvestlige del af parken. En koloni med hvid pelikaner (Pelecanus erythrorhynchos) hører også den til de mere specielle indslag i parkens dyreliv.
De tidligst bekræftede spor af at mennesker har beboet området er omkring 7.500 år gamle. Fra 1886 til 1893 havde Hudson's Bay Company et en handelspost ved Waskesiu Lake. I begyndelsen af 1900-tallet blev der hugget meget tømmer i parken, men efter svære brande i året 1919 blev det meste af denne aktivitet indstillet i 1921. Siden området blev indrettet som nationalpark er det blevet et mål for turisme, med vandring, kanosejlads, fiskeri og iagttagelse af fugle som eksempler på aktiviteter. 